# Carbacanthographis chionophora
Carbacanthographis chionophora är en lavart som först beskrevs av Redinger, och fick sitt nu gällande namn av Staiger & Kalb. Carbacanthographis chionophora ingår i släktet Carbacanthographis och familjen Graphidaceae.   Inga underarter finns listade i Catalogue of Life.